# Zelotes insulanus
Zelotes insulanus este o specie de păianjeni din genul Zelotes, familia Gnaphosidae. A fost descrisă pentru prima dată de L. Koch, 1867.
Este endemică în Grecia. Conform Catalogue of Life specia Zelotes insulanus nu are subspecii cunoscute.